# Giuseppe Bonavia
Giuseppe Bonavia (ur. 1821, zm. 2 września 1885) – maltański kreślarz i architekt, który tworzył w 2. połowie XIX wieku. Urodzony w Valletcie, był początkowo urzędnikiem działu robót w Royal Engineers, zanim został kierownikiem Działu Służby Cywilnej.
Bonavia projektował w różnych stylach, m.in. neogotyckim i neoklasycznym. Jego najbardziej znaczące budynki powstały w latach 50. i 60. XIX wieku. Jego Szkocki kościół św. Andrzeja (1854) był pierwszym gotyckim kościołem zbudowanym na Malcie. Arcydziełem Bonavii jest zaś La Borsa (budynki Giełdy), zbudowane w roku 1857.
Wśród budynków zaprojektowanych przez Giuseppe Bonavię znajdują się:
- fasada bazyliki Matki Bożej z Góry Karmel, Valletta (1852)
- kościół św. Pawła, Birkirkara (1852)
- kościół Stella Maris, Sliema (1853)
- Szkocki kościół św. Andrzeja, Valletta (1854)
- pierwszy kościół Karmelitów, Balluta (1856)
- La Borsa, Valletta (1857)
- Wieża Lija Belvedere, Lija (1857)
- Palazzo Ferreria, Valletta (1876)

W roku 1859 Bonavia opracował też plany dla proponowanej Royal Opera House, lecz w końcu budynek powstał na podstawie projektu angielskiego architekta Edwarda Middletona Barry'ego. Dragonara Palace w St. Julian’s jest czasem również przypisywany Bonavii.